# Evangelisch-Lutherischer Kirchenkomplex Bethanien
Der Evangelisch-Lutherische Kirchenkomplex Bethanien ist ein Nationales Denkmal in Bethanien im südwestafrikanischen Staat Namibia. Der Komplex umfasst das „Schmelenhaus“ sowie die „Evangelisch-Lutherische Kirche mit Friedhof“.
Das Schmelenhaus, benannt nach seinem Bewohner Heinrich Schmelen, ist seit 1. Februar 1952, die Kirche mit Friedhof seit dem 17. August 1952 als Denkmal registriert. Der gesamte Komplex wurde wegen seiner Bedeutung für die Missionierung der Nama durch deutsche Einwanderer als schutzwürdig eingestuft.

## Schmelenhaus

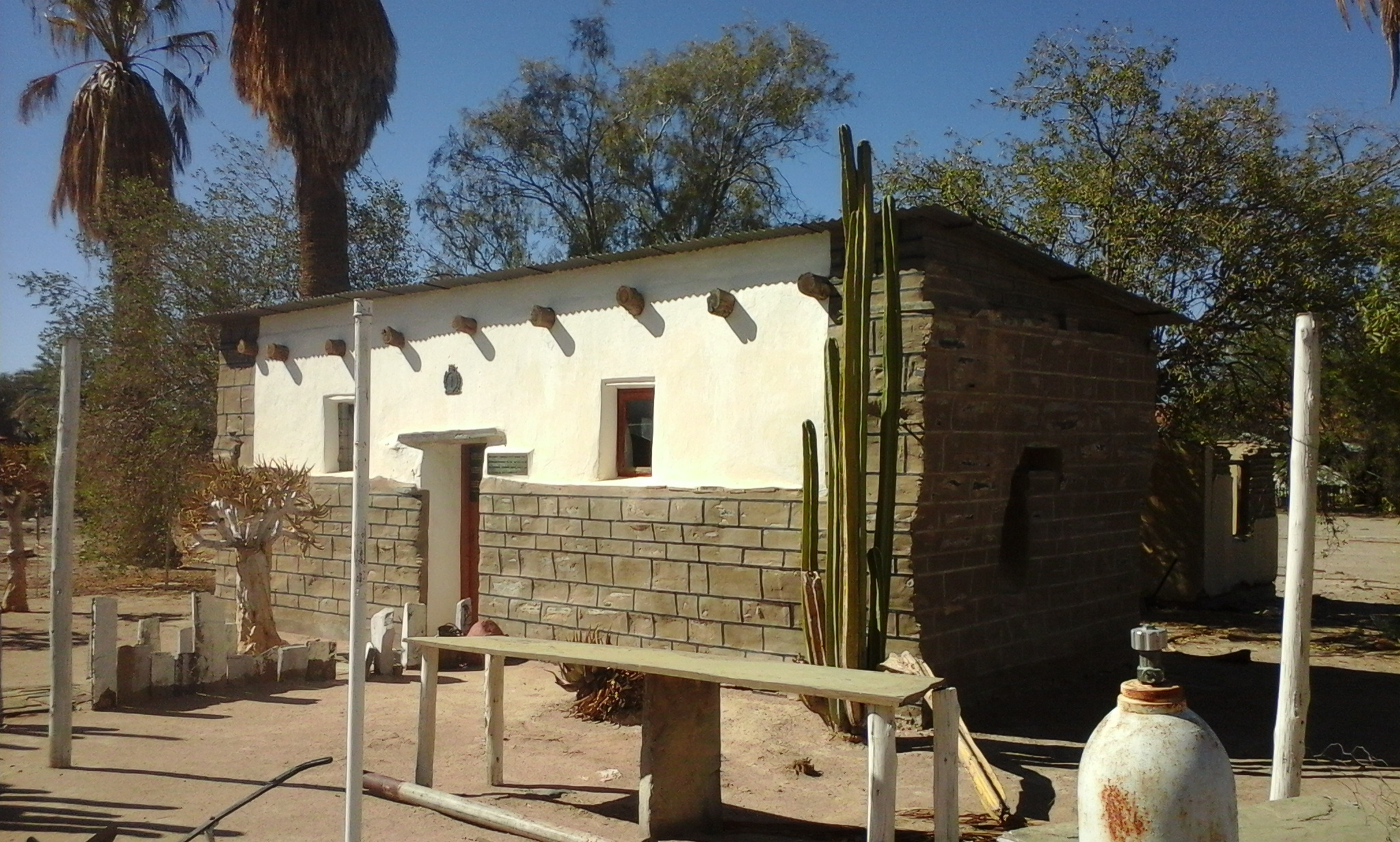
Schmelenhaus (2016)

Um 1814 erreichte Johannes Heinrich Schmelen als Missionar der London Missionary Society das Gebiet, das von den Einheimischen Klippquelle genannt wurde. Dort errichtete er ein Wohnhaus aus Steinen, das heutige Schmelenhaus, und er nannte den Ort nach biblischen Vorbildern Bethanien. Schmelen bewohnte das Haus bis 1834, als er den Ort verließ. Wenig später brannte das Haus nieder, wurde aber schon 1842 von Schmelens Nachfolger Hans Christian Knudsen neu errichtet und bis von ihm 1851 bewohnt. Es wurde wenig später der Rheinische Missionsgesellschaft geschenkt und gehört heute zur Evangelisch-Lutherischen Kirche in der Republik Namibia.
Obwohl das heute noch bestehende Haus von Knudsen errichtet wurde, ist es weiterhin als Schmelenhaus bekannt. Es ist das zweitälteste von Europäern in Namibia errichtete Steinhaus und das älteste noch existierende Steinhaus des Landes.

## Kirche und Friedhof
Die Missionskirche in Bethanien wurde vom Rheinischen Missionar Hermann Heinrich Kreft 1859 erbaut und am 26. Juni 1859 geweiht. Teile des Gebäudes wurden vom Namaführer David Christian Frederiks gestiftet. Die Kirche wurde im Stil einer Kirche aus Deutschland mit zwei Kirchtürmen errichtet, die später wieder abgebrochen wurden. 1899 wurde aus Stein eine neue Kirche errichtet und die historische Missionskirche zur Schule umfunktioniert. Neben ihr liegt ein Friedhof mit Gräbern ehemaliger Missionare.
Die weiße Kirche wurde Ende des 20. Jahrhunderts aufwändig renoviert und die beiden historischen Türme wieder errichtet.